# 告白 (松任谷由実の曲)
「告白」（こくはく）は、松任谷由実（ユーミン）の30枚目のシングル。1997年1月29日に東芝EMIからリリースされた（TODT-3920）。28枚目のオリジナルアルバム『Cowgirl Dreamin'』に収録。

## 解説
- 表題作は、1997年の日本テレビ系Shin-D枠の同名ドラマ『告白』の主題歌である先行シングルだが、ドラマの中身は同性愛をテーマにした内容であり、本曲の歌詞の内容もゲイのカミングアウトを歌ったものになっている[2]。海外で撮影されたMVには現地のドラァグ・クイーンらが出演。
- カップリング曲の「Moonlight Legend」は、1996年「キリンラガービール」CMソング（出演・鶴田真由）[3]。
- オリコンチャートの登場週数は4週[4]、チャート最高順位は週間10位、累計8.0万枚のセールスを記録した[1]。

## 収録曲
1. 告白 -Coming Out-[5]
2. Moonlight Legend
3. 告白（オリジナル・カラオケ）
4. Moonlight Legend（オリジナル・カラオケ）

作詞・作曲：松任谷由実 編曲：松任谷正隆

## 参加ミュージシャン
- キーボード & プログラミング：松任谷正隆
- シンセサイザープログラミング & オペレーティング：山中雅文
- ベース（#2）：Neil Stubenshaus
- エレクトリックギター：Paul Jackson Jr. / Michael Thompson（#2）
- トランペット & フリューゲルホーン（#1）：Jerry Hey、Gary Grant
- トロンボーン（#1）：Bill Reichenbach
- サックス：Dan Higgins (#1) / Jake H. Concepcion（#2）
- パーカッション：Michael Fisher
- バックコーラス：松任谷由実
- ボイス：Warayans (#1)
- ホーンアレンジメント：松任谷正隆、Jerry Hey (#1)